# Мачулка

Мачулка з люфи.

Мачу́лка (розм. мочалка) — жмуток мачули або інших волокон для миття, стирання бруду тощо.